# Église Saint-Jean-Baptiste de Mézos
Pour les articles homonymes, voir Église Saint-Jean-Baptiste.
L'église Saint-Jean-Baptiste est un lieu de culte catholique situé dans la commune de Mézos, dans le département français des Landes. Construite au XIVe siècle, elle est inscrite à l'inventaire des monuments historiques le 13 février 1969.

## Présentation
L'église Saint Jean-Baptiste de Mézos est bâtie en garluche dans le style gothique. Édifice à trois vaisseaux, son chœur comprend une travée droite et se termine par une abside à trois pans (semi-circulaire à l'extérieur). Le clocher-porche carré à l'ouest est surmonté d'une flèche polygonale. Une sacristie est bâtie sur le flanc est.
A gauche, dans le chœur, une ramification de l'arbre de Jessé supporte une nervure de la voûte. On ignore si cette pierre sculptée a été créée pour cette église ou bien récupérée sur un autre édifice religieux.
Une clef de voûte sculptée est visible dans le bas-côté droit le d'église. On y remarque un écu fleur-de-lysé, autour duquel se trouve un couple, surmonté d'une salamandre, emblème du roi François Ier. Le motif est une évocation du roi et de son épouse Claude de France.
Jadis recouvert d'un enduit extérieur, le bâtiment est décapé en 1981.

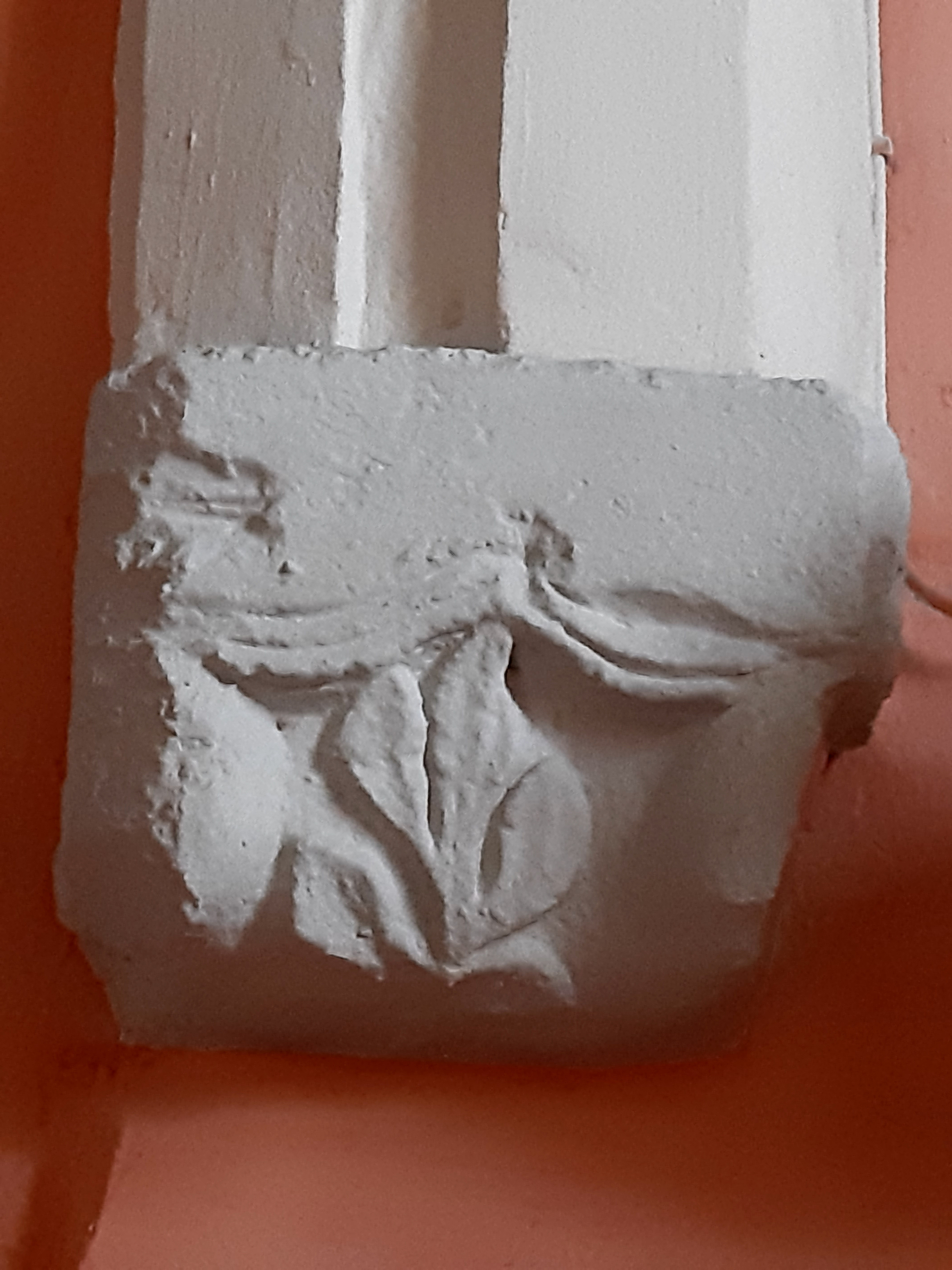
Élément de l'arbre de Jessé, support d'une nervure de la voûte

### Historique
L'église est édifiée par les Hospitaliers de l'ordre de Saint-Jean de Jérusalem sur les bases d’une église romane primitive à caractère défensif du XIIe siècle aujourd'hui disparue.
Aucun document ne permet de déterminer avec certitude la date précise de la construction de l'église actuelle. On sait  simplement qu'en 1339, elle paie une redevance au chapitre Saint-Seurin de Bordeaux dont elle dépend alors.
La tour carrée du clocher est la plus ancienne partie de l'édifice (XIVe siècle). Elle semble avoir eu au départ un caractère défensif. L'épaisseur des murs du narthex (le porche), les meurtrières qu'on y voit encore, l'attestent, ainsi que la présence en haut de la tour, de l'emplacement probable de mâchicoulis permettant le déversement de projectiles sur des assaillants lors des troubles liés à la guerre de Cent Ans. Cette tour servait sans doute de refuge aux habitants en cas d'agression. Elle est par la suite prolongée d'une nef simple, à plafond plat à poutres.
La voûte en ogive de la nef centrale et du chœur semble avoir été édifiée au XVe siècle. La construction en ogive permet de donner plus de lumière au bâtiment, par la création de fenêtres ornées de vitraux (les vitraux actuels ont été rénovés vers 1890).
Sans doute pouvait-on autrefois accéder à la nef non seulement par la porte principale (en traversant le narthex), mais aussi par une porte latérale, murée à une date inconnue mais visible de l'extérieur, que la tradition locale appelle la porte des lépreux ou porte des cagots.
Vers 1770, la population augmentant, l'église est agrandie par adjonction d'une chapelle collatérale au sud, dédiée à la Vierge Marie.
En 1865, Mézos est la commune la plus peuplée du canton, avec plus de 1800 habitants. Un nouvel agrandissement s'impose, avec la construction de la chapelle collatérale nord, consacrée à Saint Joseph. Entre 1862 et 1874, l’architecte départemental Alexandre Ozanne faut construire le bas-côté nord de l’église.
En 1924, l'intérieur de l'église est rénové : peintures du chœur, réfection de la sacristie, et déplacement du porche de l'église, par ouverture d'une porte de forme ogivale sur la façade ouest.
Le clocher est refait à plusieurs reprises au cours des siècles. Les archives indiquent qu'en 1697, de forme octogonale, il menaçait ruine et a été rebâti. En 1909, à nouveau en mauvais état, il est remplacé par une chambre de cloches carrée. Ce n'est qu'en 1977 que le clocher octogonal actuel (et identique à celui de 1697) est construit. En 2010, ce clocher est recouvert de bardeaux de châtaignier.

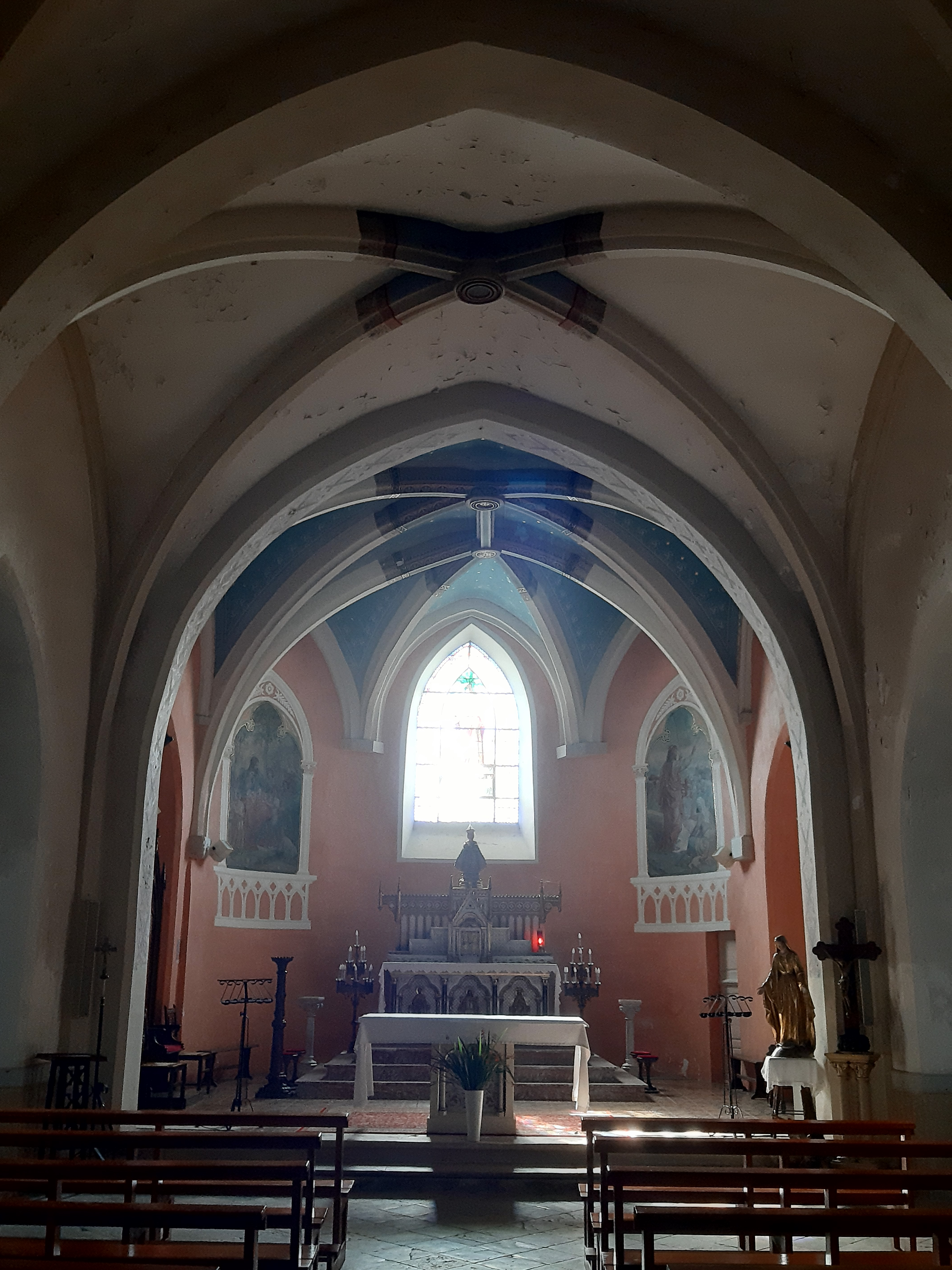
Nef et chœur de l'église
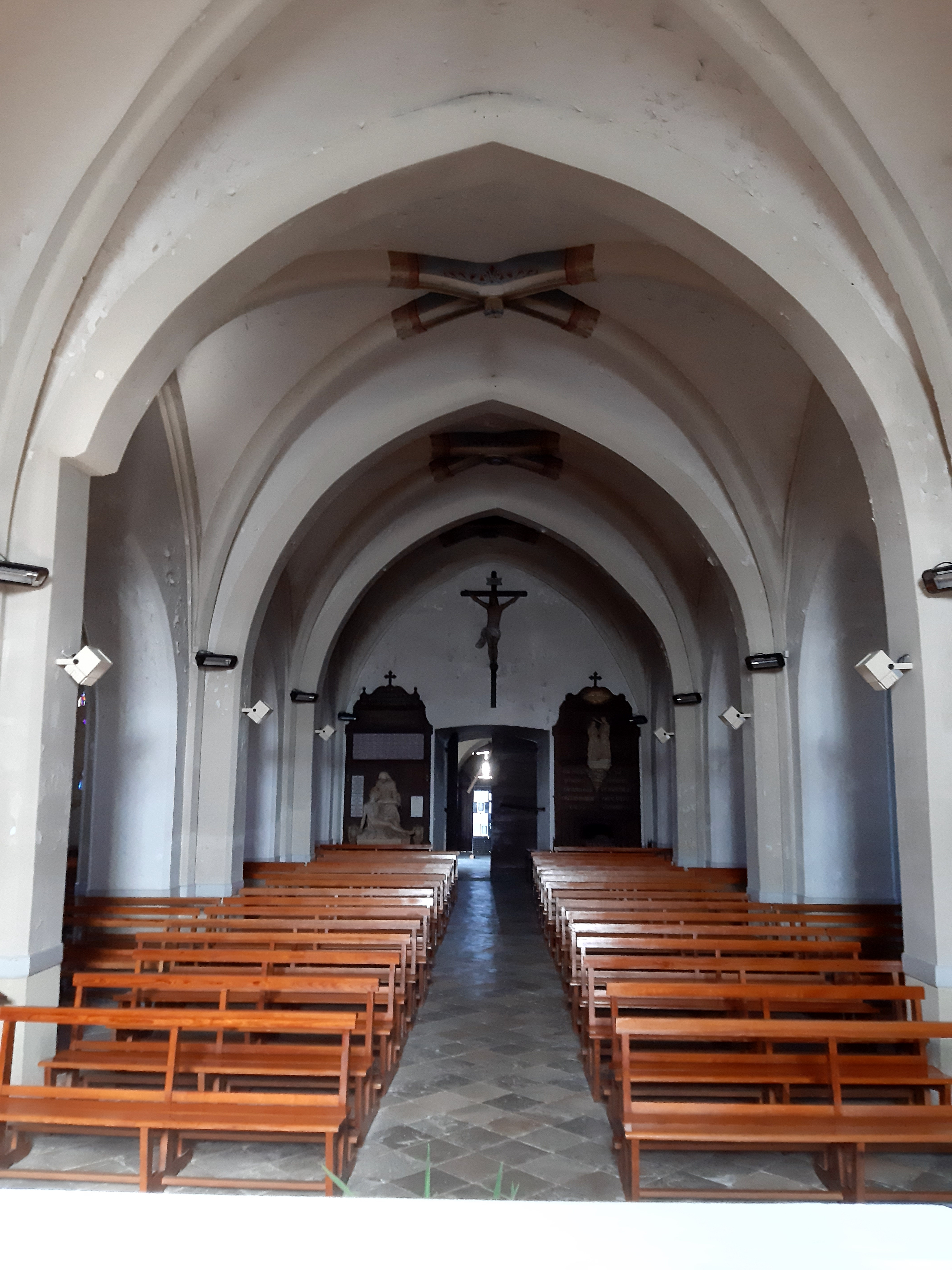
Nef en direction du narthex

### Mobilier
Le mobilier de l'église paroissiale Saint-Jean-Baptiste comporte notamment les éléments suivants :
- un monument aux morts de la première guerre mondiale:
  - tableau commémoratif des morts
    - clôture de monument funéraire
    - sculpture de la Vierge de pitié (pietà)
- autels :
  - maître-autel
  - autels secondaires de la Vierge et de Saint Joseph
- confessionnal
- fonts baptismaux
  - retable
  - sculpture : Baptême du Christ
- fauteuil de célébrant
- bannière de procession baiser de paix
- chemin de croix
- statues :
  - Vierge dorée
  - Saint Louis
- peintures du chœur :
  - Jésus bénissant les enfants
  - Jésus prêchant
- tableaux :
  - Résurrection de Lazare
  - Saint Michel terrassant le Démon
- Christ en croix

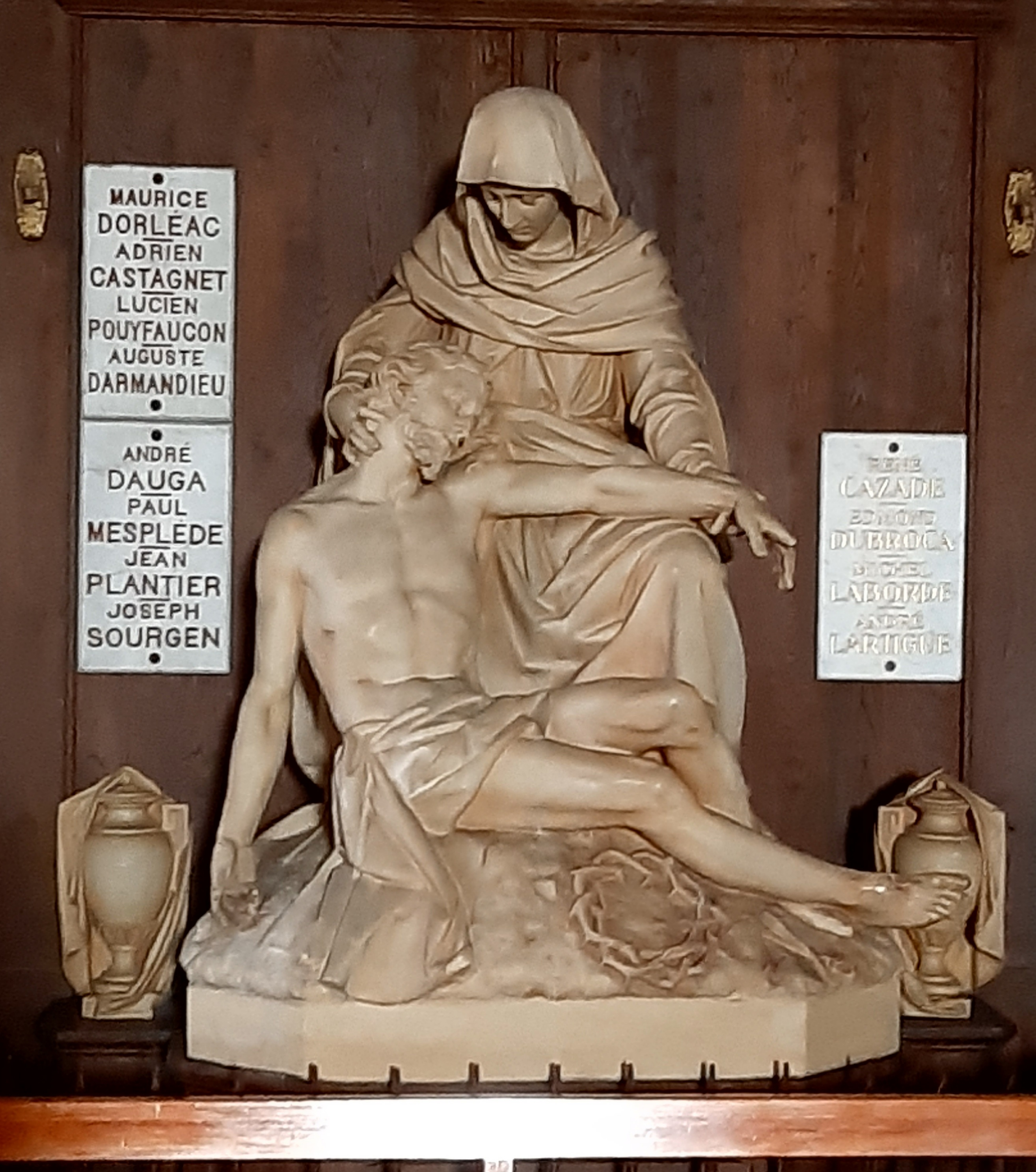
Pietà sculptée
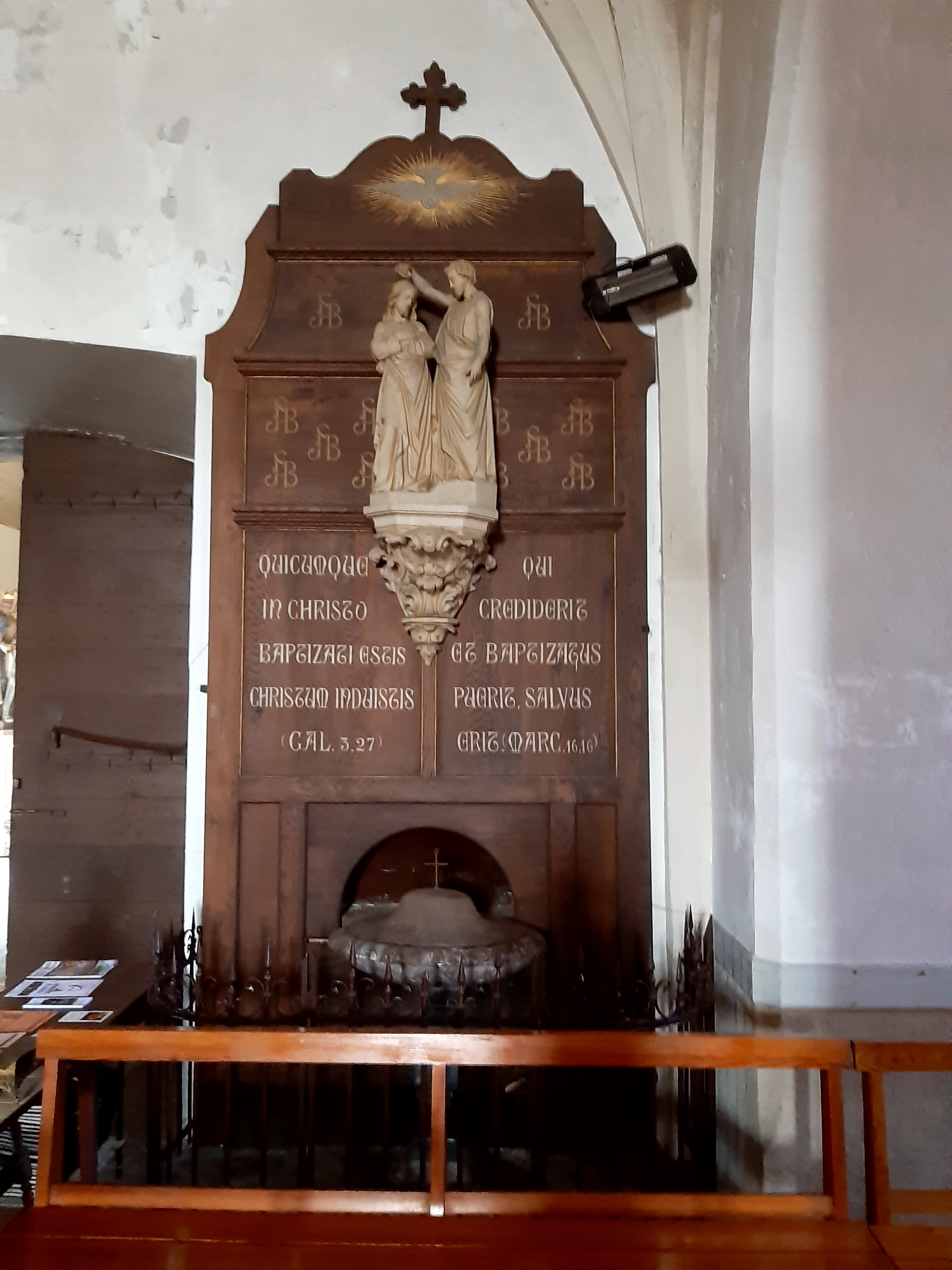
Fonts baptismaux
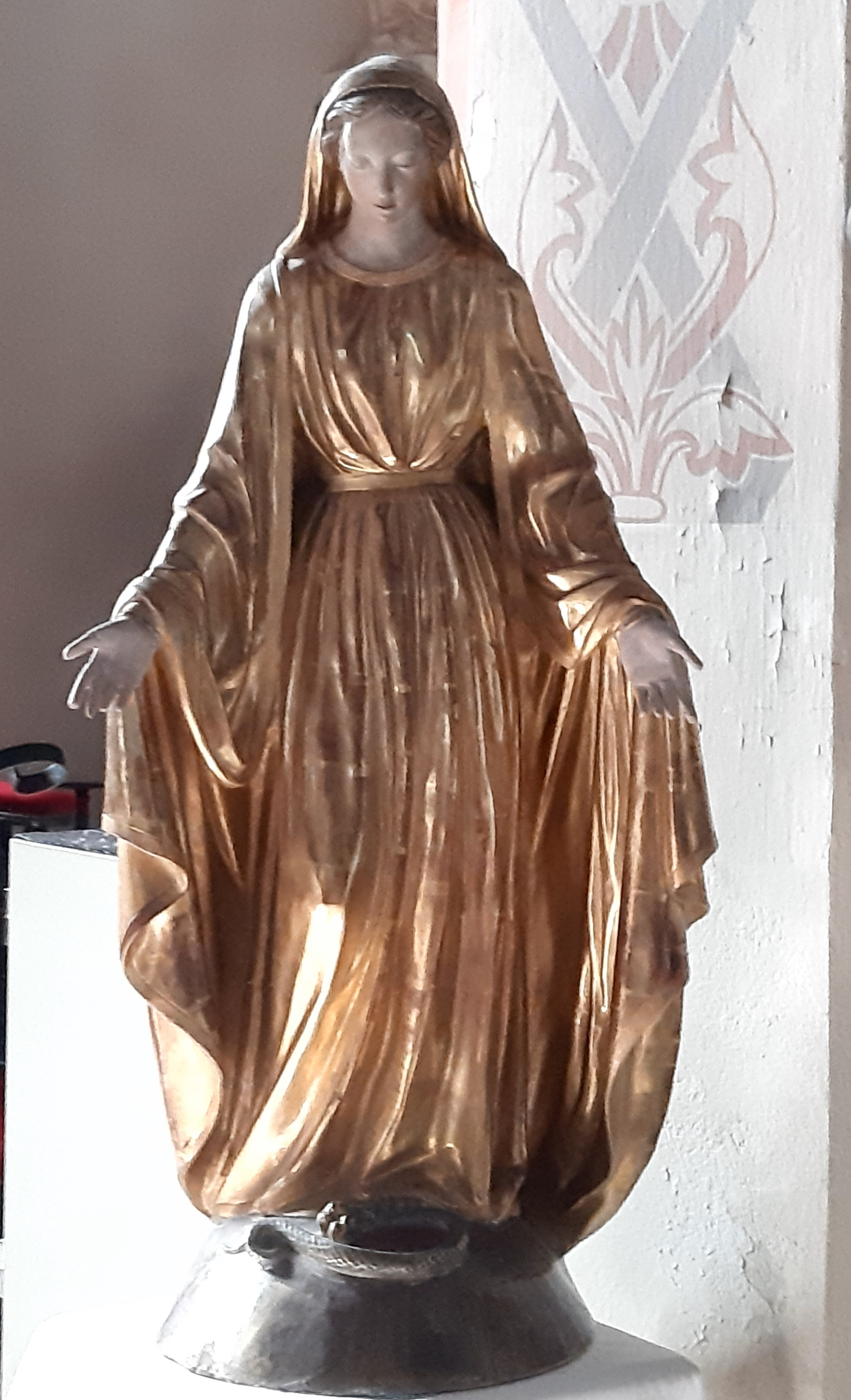
Vierge dorée
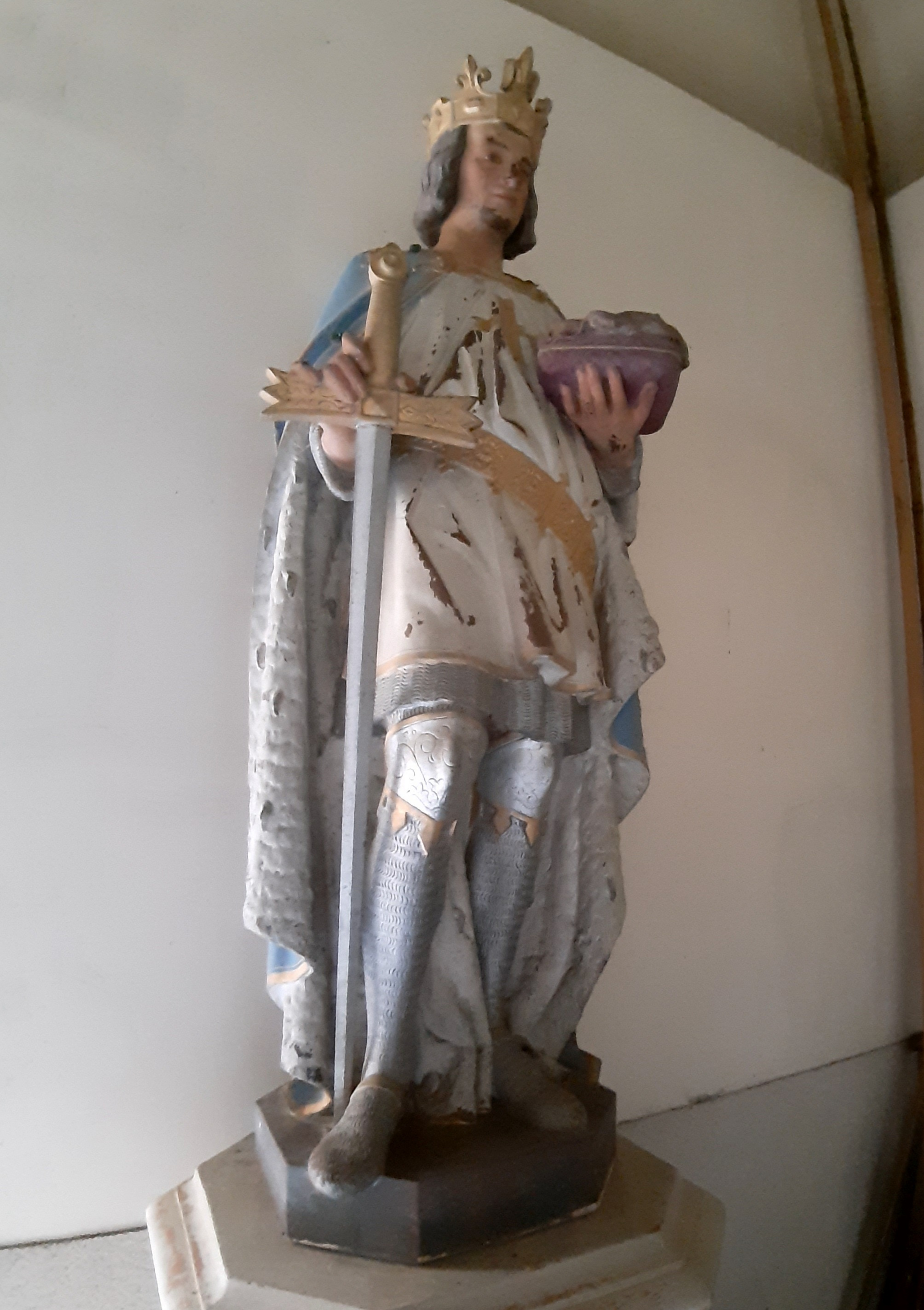
Statue de saint Louis dans le narthex
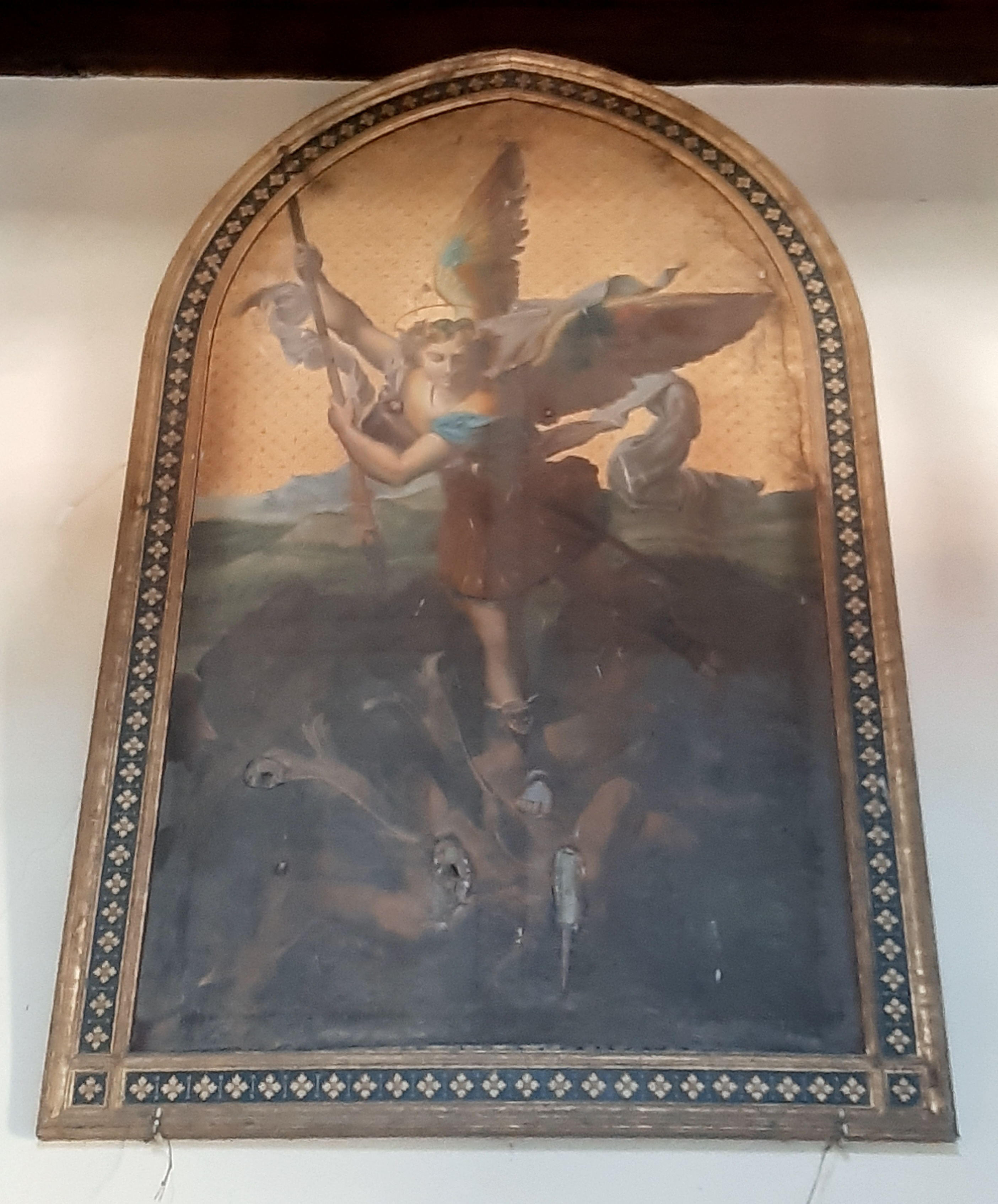
Tableau de saint Michel dans le narthex
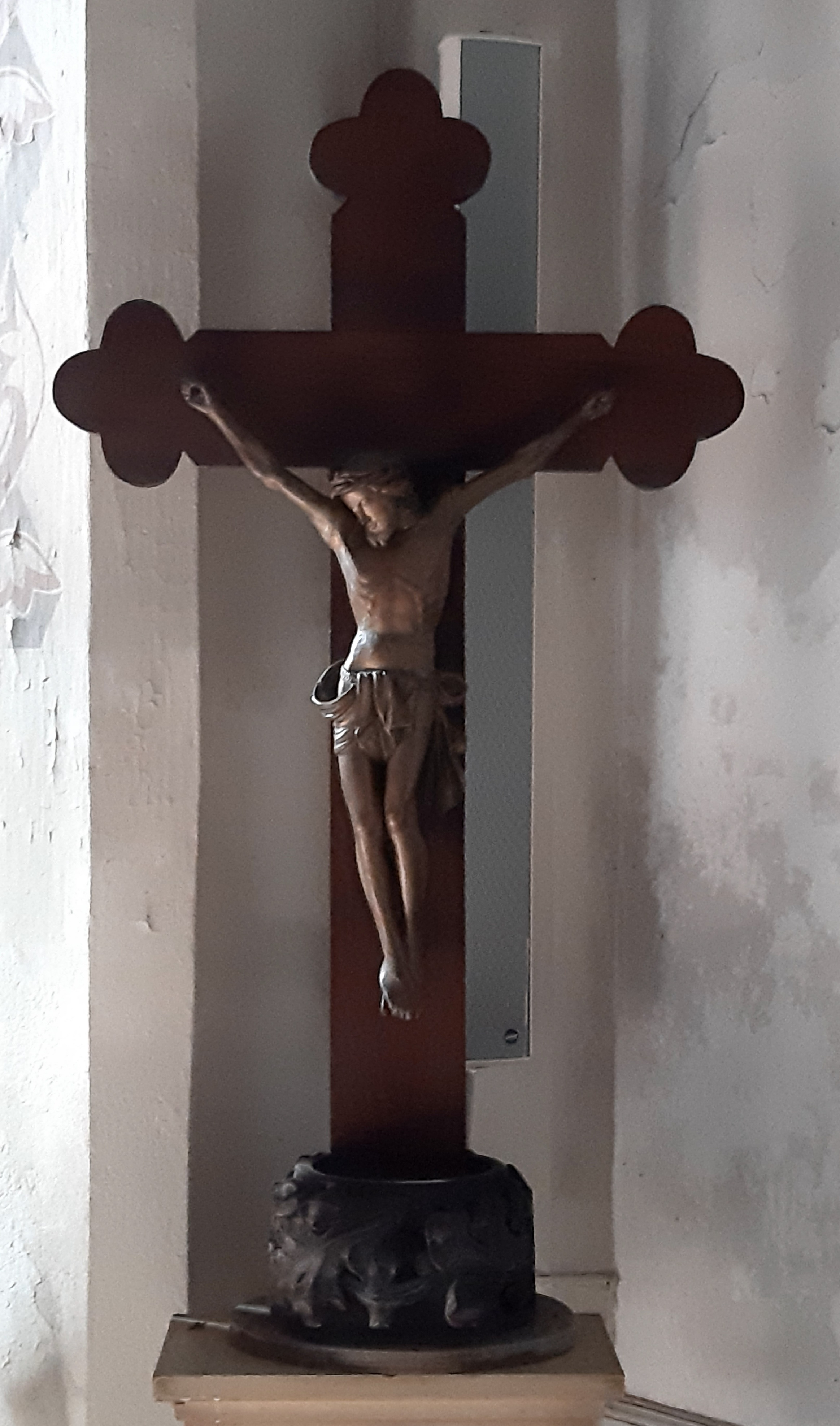
Christ en croix

### Autres lieux de dévotion
Isolée dans la forêt, au sud-est de la commune, se trouvait jadis la chapelle Saint-Pierre de l'ordre de Saint-Jean de Jérusalem. Ne restent visibles aujourd’hui que les ruines du chœur et de la nef.
Dans le même secteur, la fontaine des Argileyres, dédiée à Sainte Rose, a la réputation de pouvoir soigner les maladies de peau.

## Galerie

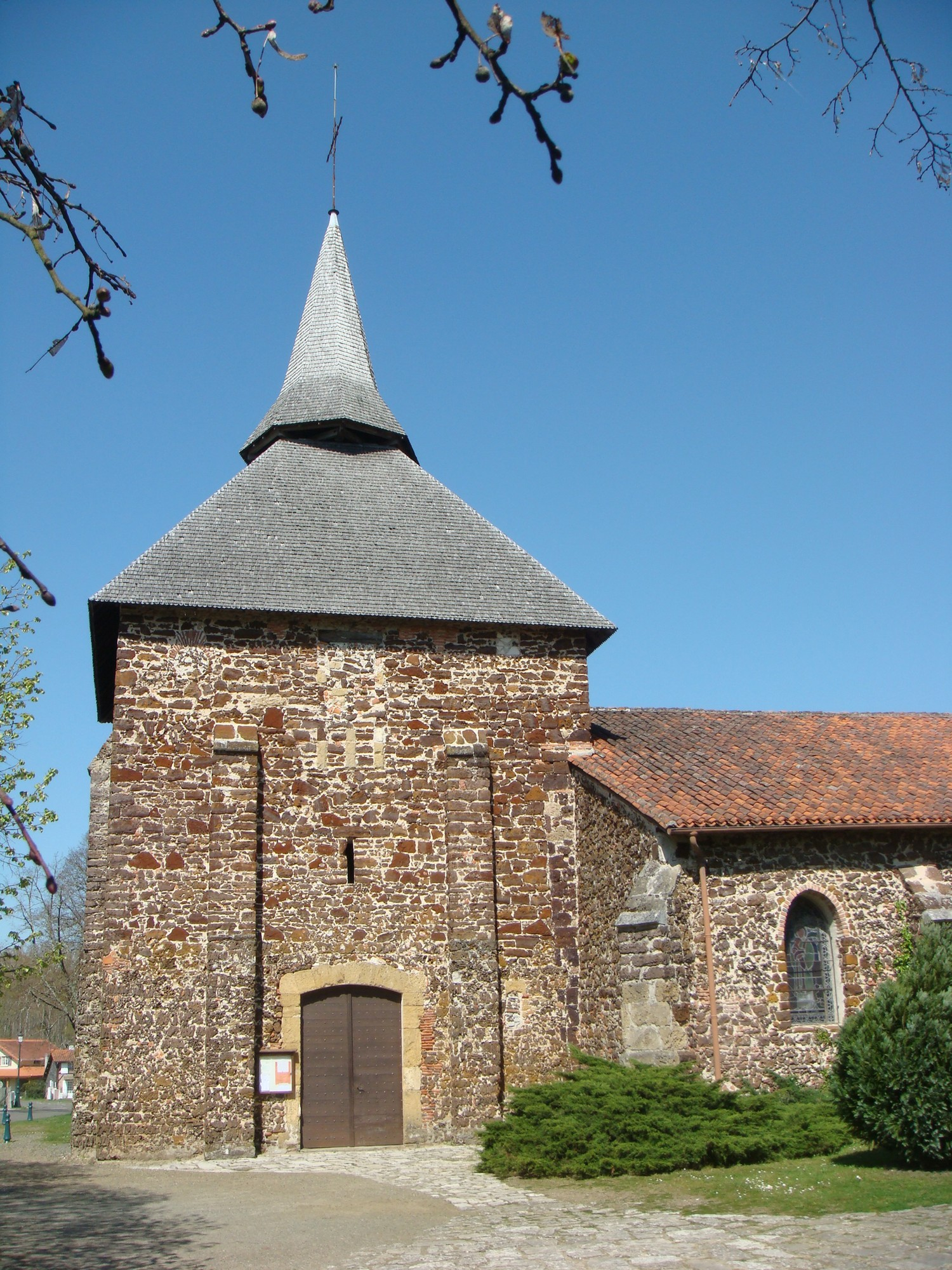
L'église Saint-Jean-Baptiste